# Radburn (New Jersey)
Pour les articles homonymes, voir Radburn.
Radburn est une ville nouvelle constituant une unincorporated area, c’est-à-dire grande résidence ou une communauté ne constituant pas une municipalité, et est donc rattachée à la ville de Fair Lane située dans le comté de Bergen au New Jersey (États-Unis).
Radburn a été fondé en 1929 avec comme esprit d’être une « ville à l’ère du moteur ». Ses urbanistes, Clarence Stein et Henry Wright, ainsi que son architecte paysagiste Marjorie Sewell Cautley avaient pour but de mettre en pratique les principes modernes de composition qui étaient ceux introduits dans les cités-jardins anglaises suivant les idées préconisées par les urbanistes Ebenezer Howard et Sir Patrick Geddes.
Radburn fut dessinée spécialement pour séparer les modes de circulation, avec un système de cheminement piétonnier qui ne croise jamais à niveau aucune route principale. Radburn a inauguré l’utilisation à une large échelle de « maxi-îlots » résidentiels, et on considère que les premières compositions en impasse (les clusters) des États-Unis furent utilisées là.

## Statistiques
Il y a environ 3 100 personnes, soit 670 familles, résidant à Radburn. La composition des logements est la suivante : 469 pavillons individuels, 48 lignes de maisons mitoyennes, 30 maisons jumelées et 93 immeubles d’appartements.
Les 60 hectares (149 acres) de Radburn comprennent 9 hectares (23 acres) de parcs intérieurs et terrains de sport (quatre courts de tennis, trois terrains de baseball, deux de balle-molle, un de tir à l’arc et une piscine). Les jeunes parents disposent de deux centres pour leurs enfants, ainsi que de deux aires de jeux et d’un bassin pour les tout petits.
Il y a aussi un centre communautaire qui regroupe des services administratifs, des bibliothèques, des gymnases, des maisons de quartier. 
En ce qui concerne le recensement américain, Radburn constitue une unité administrative autonome dans le comté de Bergen.

## Une communauté dans une communauté
La communauté de Radburn bénéficie d’une large autonomie au sein de la municipalité de Fair Lawn. Conformément aux lois d’habilitation votées dans les années 1920 et aux clauses établies par la charte pour le développement d’origine, l’association de Radburn est une association privée autorisée à administrer les parties communes de Radburn et de percevoir des impôts des propriétaires dans le but de développer et de gérer la maintenance de l’association. L’association est aussi habilitée à restreindre le développement et la décoration des propriétés de Radburn afin de maintenir une cohérence visuelle d’ensemble. L’usage des équipements de l’association de Radburn est réservé aux résidents (même si le parc n’est pas clos et que les voies piétonnes sont la propriété de la municipalité).